# 마등
마등(馬騰, 152년 ~ 212년)은 중국 후한 말의 군웅으로 자는 수성(壽成)이며 사례 우부풍 무릉현(茂陵縣) 사람이다. 후한의 개국 공신 마원(馬援)의 후손이다.
관서 일대에서 독자적인 세력을 구축하여 중앙 정부와 대립하기도 하고, 협력하기도 하였다. 말년에는 세력을 장남 마초에 맡기고 일족들과 조정으로 들어갔다가 마초의 난에 연좌되어 조조에게 숙청되었다.

## 행적
아버지 마평(馬平)은 일찍이 천수의 난간위(蘭干尉-양주 천수군 난간현의 현위)를 지냈는데 그 후 관직을 잃고 이로 인해 (그대로) 농서(隴西)에 머물며 강족(羌) 사람들과 섞여 살았다. 집안이 가난해 처가 없었는데, 나중에 강족의 여인(羌女)에게 장가들어 마등을 낳았다.
어려서는 가난해 가산이 없어 나무를 팔아 생계를 유지했다. 코가 남달리 크고 키가 약 8척이며 체격이 건장하고 성정이 어질고 온후하여, 많은 사람들이 공경했다.
후한 영제 말기인 184년에, 양주자사 경비(耿鄙)가 실정하여 한수(韓遂) · 왕국(王國)이 강족(羌族) · 저족(氐族)과 함께 반란을 일으키자 백성 중에서 토벌병을 모았는데, 마등은 여기에 응모하여 군종사가 되었고 공을 세워 군사마가 되었다. 경비가 피살된 후에는 반란군에 가담하여 한수와 함께 왕국을 주군으로 모셨으나, 반란군이 황보숭(皇甫嵩)에게 패배하고 한수가 왕국을 죽이면서 반란은 와해되어버렸다. 마등은 이후 편장군이 되었고, 정서장군으로 승진하였다. 초평(初平) 연간에 정동장군에 임명되었다.
192년 동탁(董卓)이 암살된 이후 이각(李傕) · 곽사(郭汜) · 장제(張濟) · 번조(樊稠)가 조정을 장악하자, 한수와 함께 순복하여 정서장군이 되고 미(郿)에 주둔했다.
194년에 시중 마우, 간의대부·전 익주자사 충소, 좌중랑장 유범(劉範) 그리고 유언(劉焉)과 함께 이각과 곽사 등을 무찌를 모의를 하고 한수와 함께 장평관까지 진격했으나, 계획은 들통났고 마등은 한수와 함께 이각 · 곽사와 싸워 져 양주로 달아났다.
양주로 돌아온 후에는 한수와 친밀하게 되어 서로 의형제를 맺었으나, 곧 사이가 벌어져 마등은 한수를 쳤고, 한수는 달아났다가 돌아와 마등의 처자를 죽였다. 종요(鍾繇)가 사례교위가 되어 양주목 위단과 함께 마등과 한수를 설득하여 화해하게 하니, 둘은 조정으로 자기 아들을 출사시켰다. 마등은 자신의 아들인 마초를 보내 원상(袁尙)의 장수 곽원(郭援)과 싸우게 했다. 마등은 괴리에 주둔하였으며, 전장군·가절에 임명되었고 괴리후에 봉해졌다.
건안(建安) 13년(208년), 한수와 다시 사이가 벌어졌고 조조의 사자 장기의 권고를 받아들여 세력을 해산하고 조정에 들어가기로 했으나 번복하는 움직임을 보였다. 장기가 주변 군현들을 움직여 자신을 맞을 준비를 하자, 결국 부득이하여 중앙으로 들어가 위위가 되었다. 이때 아들 마휴(馬休)는 봉거도위, 마철(馬鐵)은 기도위가 되었고, 가속들도 전부 업(鄴)으로 이주했다. 다만 장남인 마초(馬超)는 양주에 남아 편장군에 임명되어 마등이 거느리던 부곡을 통솔했다.
건안 16년(211년), 조조가 종요에게 장로(張魯)를 토벌하게 하자 관서 지방의 여러 장수들은 자신들을 치려는 것이 아닌지 의혹을 품었다. 마초는 한수와 연합하고 양추(楊秋) · 이감(李堪) · 성의(成宜) 등과 함께 군사를 일으켰다. 건안 17년(212년) 5월, 마등은 마초의 난에 연좌되어 삼족이 멸해졌다.

## 삼국지연의
사서가 아닌 소설 《삼국지연의》에서는 한수와 함께 양주의 군벌로서 군림했으며 삼국지연의 10장에서는 마등과 함께 이각과 곽사가 지키고 있는 장안을 습격하며, 삼국지 연의 20장에서는 유비 · 동승 · 왕자복과 함께 연판장 혈서를 써, 조조를 죽이기 위한 동승의 음모에 가담하기도 하였다.
삼국지 연의 57장에서 조조는 손권을 공격하려고 하나, 서량에 주둔하고 있는 마등이 허창을 습격하지 않을까 걱정이었다. 이때 순유는 마등을 불러들여 죽이라고 조조에게 조언한다. 그래서 조조의 입궐 부름을 받은 마등은 장남 마초를 남기고, 조카 마대와 차남 마휴와 삼남 마철과 함께 수도인 허창(許昌)으로 갔고, 가공의 인물 황규와 함께 조조를 죽이려 하나, 황완의 애첩 이춘향 (李春香)과 애부 묘택(妙宅)의 배반으로 인해 조조에게 발각되어 두 아들과 함께 처형되었다. 조카 마대는 후미에 남아 있어서 제때 도망칠 수 있었고, 장남 마초는 애초에 서량에서 주둔하고 있었기 때문에, 이 둘은 죽음을 면할 수 있었다.

## 외모
마등은 서량에서 태어나 자랐는데 이 곳이 현재 중국의 돈황에 해당되는 곳이며 신장 위구르 자치구가 인접해 있다. 그리고 그로부터 서쪽에는 카자흐스탄, 우즈베키스탄, 키르기스스탄, 타지키스탄, 투르크메니스탄 등 중앙아시아의 여러 나라들이 있으며 마등은 이 영향으로 인해 그쪽 지역 사람들과 조상 대대로 피가 섞여서 인종 분류상 이미 백인종에 더 가까운 형태가 되었다. 그래서 키가 매우 컸으며 코는 주먹코에 동공은 짙은 하늘색이었고 피부는 희멀건 색이었으며 머리카락과 수염은 황인종 특유의 검정색이 아니라 황동색이었다.

## 마등을 섬긴 사람들
- 방덕　영명(令明)
- 부간　언재(彦材)

## 마등의 친족관계

### 친족
마대　마승　마운록　마원　마철　마초　마휴

## 같이 보기
- 삼국지 인물 목록